# Sabina-Francesca Foişor

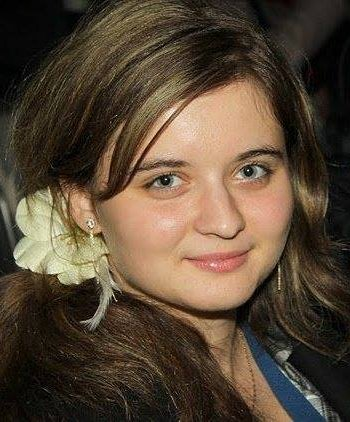
Sabina-Francesca Foişor op de 39e Schaakolympiade in Khanty-Mansiysk in 2010

Sabina-Francesca Foişor (30 augustus 1989) is een Roemeens-Amerikaanse schaakster met de titel grootmeester bij de vrouwen (WGM). Ze nam in 2008 en in 2017 deel aan het Wereldkampioenschap schaken voor vrouwen. Foişor won in 2017 het vrouwenkampioenschap van de VS. 

## Schaakcarrière
Foişor won medailles op het Europees schaakkampioenschap voor jeugd in diverse leeftijdscategorieën: in 1996 een gouden medaille in de categorie meisjes tot 8 jaar, in 2004 een zilveren medaille in de categorie meisjes tot 16 jaar, in 2003 een bronzen medaille in de categorie meisjes tot 14 jaar en in 2007 een bronzen medaille in de categorie meisjes tot 18 jaar. Ze nam in 2004 en in 2007 met Roemenië deel aan het Europees schaakkampioenschap landenteams voor meisjesteams met leeftijd tot 18 jaar, waarbij ze drie medailles won: twee gouden (in 2004 individueel, in 2007 met het team) en een bronzen (in 2007 individueel).
Foişor behaalde in 2005 de titel Internationaal Meester bij de vrouwen (WIM) en in 2007 de titel grootmeester bij de vrouwen (WGM). Ze behaalde de voor de WGM-titel benodigde normen op het Acropolis vrouwentoernooi in Athene in 2006 en het Europees schaakkampioenschap voor vrouwen in Dresden in 2007.
Met haar resultaat op het EK voor vrouwen in 2007 kwalificeerde ze zich voor het WK voor vrouwen in 2008 in Naltsjik, Rusland. Haar match in de eerste ronde speelde ze tegen Monika Soćko; na de reguliere match volgde als tiebreak een armageddon-partij, die controversieel eindigde. Foişor had voldoende aan remise om door te kunnen naar de volgende ronde. Ze bereikte een remise-stelling waarbij beide spelers een koning en een paard hadden. Hoewel Foişor inmiddels geen resterende speeltijd meer had, bepaalde de scheidsrechter aanvankelijk dat de partij remise was. Soćko protesteerde, met het argument dat het er niet om gaat of schaakmat kan worden afgedwongen, maar of schaakmat mogelijk is. Soćko kreeg gelijk en ging door naar de volgende ronde, voor Foişor was het toernooi voorbij.
In 2007 eindigde Foişor gedeeld eerste met haar moeder, Cristina-Adela Foisor, op het Villard-de-Lans Open in Frankrijk. In 2008 werd ze gedeeld eerste in het Luik Master-toernooi in Boncelles, België.
In 2008 stapte Foisor over naar de schaakfederatie van de Verenigde Staten en was haar Elo-rating 2386 (januari 2008). Sinds 2010 nam ze met het nationale vrouwenteam van de VS deel aan het vrouwentoernooi van de Schaakolympiade (2010, 2012, 2014, 2016) en aan het vrouwentoernooi van het WK landenteams (2013, 2015, 2017). Op 9 april 2017 won Foişor het VS-kampioenschap voor vrouwen in St. Louis, Missouri.

## Persoonlijk leven
Haar beide ouders, Internationaal Meesters Cristina-Adela Foișor en Ovidiu-Doru Foișor, eindigden meerdere keren bij de eerste drie op het Roemeens schaakkampioenschap. Haar jongere zus Mihaela-Veronica is een schaakster met de titel Internationaal Meester bij de vrouwen (WIM). Sabina-Francesca Foișor verhuisde in 2008 naar de Verenigde Staten, en ging daar studeren aan de Universiteit van Maryland, Baltimore County. Ze is verloofd met GM Elshan Moradi, beiden wonen in Durham, North Carolina. 

## Bron voor meer informatie
- Crelin, Joy (October 2018). Sabina-Francesca Foisor. Current Biography 79 (10): 38–42.

## Externe koppelingen
- (en)   Informatie over schaakpartijen van Sabina-Francesca Foişor op ChessGames.com
- (en)   Informatie over schaakpartijen van Sabina-Francesca Foişor op 365chess.com
- (en)  FIDE-ratinggegevens voor Sabina-Francesca Foişor